# David Ottley
David Ottley, född den 5 augusti 1955 i Thurrock, Storbritannien, är en brittisk friidrottare inom spjutkastning.
Han tog OS-silver i spjutkastning vid friidrottstävlingarna 1984 i Los Angeles. 